# Премия Teen Choice Awards за выбор фильма — Научная фантастика/Фэнтези
Ниже приводится список победителей и номинантов на премию Teen Choice Award в категории Выбор фильма — Научная фантастика/Фэнтези (англ. Choice Movie - Sci-Fi/Fantasy). Официально награждён двумя отдельными категориями в 2010 году: Выбор фильма — Научная фантастика (англ. Choice Movie - Sci-Fi) и Выбор фильма — Фэнтези (англ. Choice Movie - Fantasy).

## Победители и номинанты

### 2010е
| Год  | Победитель                                 | Номинанты | Пр.                               |
| ---- | ------------------------------------------ | --- | --------------------------------- |
| 2010 | Выбор фильма — Научная фантастика          | Выбор фильма — Научная фантастика | Выбор фильма — Научная фантастика |
| 2010 | Аватар                                     | - 2012 - Район № 9 - Железный человек 2 - Жена путешественника во времени | [ 1 ]                             |
| 2010 | Выбор фильма — Фэнтези                     | |                                   |
| 2010 | Сумерки. Сага. Новолуние                   | - Алиса в Стране чудес - Битва титанов - Гарри Поттер и Принц-полукровка - Принц Персии: Пески времени                                                                               | [ 1 ]                             |
| 2011 | Гарри Поттер и Дары Смерти. Часть 1        | - Пираты Карибского моря: На странных берегах - Супер 8 - Сумерки. Сага. Затмение - Люди Икс: Первый класс                                                                           | [ 2 ]                             |
| 2012 | Голодные игры                              | - Мстители - Белоснежка: Месть гномов - Сумерки. Сага: Рассвет — Часть 1 - Гнев титанов                                                                                              | [ 3 ]                             |
| 2013 | Сумерки. Сага: Рассвет — Часть 2           | - Прекрасные создания - Железный человек 3 - Обливион - Оз: Великий и Ужасный | [ 4 ]                             |
| 2014 | Голодные игры: И вспыхнет пламя            | - Новый Человек-паук. Высокое напряжение - Первый мститель: Другая война - Тор 2: Царство тьмы - Люди Икс: Дни минувшего будущего                                                    | [ 5 ]                             |
| 2015 | Голодные игры: Сойка-пересмешница. Часть 1 | - Мстители: Эра Альтрона - Золушка - Хоббит: Битва пяти воинств - Безумный Макс: Дорога ярости - Земля будущего                                                                      | [ 6 ]                             |
| 2016 | Первый мститель: Противостояние            | - Бэтмен против Супермена: На заре справедливости - Фантастическая четвёрка - Голодные игры: Сойка-пересмешница. Часть 2 - Белоснежка и охотник 2 - Звёздные войны: Пробуждение силы | [ 7 ]                             |
| 2017 | Выбор фильма — Научная фантастика          | Выбор фильма — Научная фантастика | Выбор фильма — Научная фантастика |
| 2017 | Стражи Галактики. Часть 2                  | - Прибытие - Конг: Остров черепа - Могучие рейнджеры - Изгой-один. Звёздные войны: Истории - Космос между нами                                                                       | [ 8 ]                             |
| 2017 | Выбор фильма — Фэнтези                     | |                                   |
| 2017 | Красавица и чудовище                       | - Доктор Стрэндж - Фантастические твари и где они обитают - Дом странных детей мисс Перегрин - Моана                                                                                 | [ 8 ]                             |
| 2018 | Выбор фильма — Научная фантастика          | Выбор фильма — Научная фантастика | Выбор фильма — Научная фантастика |
| 2018 | Чёрная пантера                             | - Бегущий по лезвию 2049 - Рэмпейдж - Первому игроку приготовиться - Тор: Рагнарёк                                                                                                   | [ 9 ]                             |
| 2018 | Выбор фильма — Фэнтези                     | |                                   |
| 2018 | Тайна Коко                                 | - Кролик Питер - Звёздные войны: Последние джедаи - Излом времени | [ 9 ]                             |
| 2019 | Аладдин                                    | - Аквамен - Люди Икс: Тёмный Феникс - Фантастические твари: Преступления Грин-де-Вальда - Мэри Поппинс возвращается - Шазам!                                                         | [ 10 ]                            |